# Galina Sovetnikova
Galina Aleksandrovna Sovetnikova in russo Галина Александровна Советникова? (Pskov, 14 novembre 1955) è un'ex canottiera russa, vincitrice della medaglia d'argento nel quattro con a Mosca 1980 insieme a Mariya Fadeyeva, Marina Studneva, Svetlana Semyonova e Nina Cheremisina.

## Palmarès
- Giochi olimpici

Mosca 1980: argento nel quattro con.